# Thecla didymaon
Thecla didymaon är en fjärilsart som beskrevs av Pieter Cramer 1779. Thecla didymaon ingår i släktet Thecla och familjen juvelvingar. Inga underarter finns listade i Catalogue of Life.